# Samsung Galaxy M32
El Samsung Galaxy M32 es un teléfono inteligente basado en Android fabricado por Samsung Electronics como parte de la serie Samsung Galaxy M. Se anunció el 21 de junio de 2021 para India y en julio de 2021 para otros mercados. Sus especificaciones clave incluyen una pantalla Super AMOLED de 6,4 pulgadas con frecuencia de actualización de 90 Hz y una configuración de cuatro cámaras con una cámara principal de 64 MP.

## Especificaciones

### Diseño
El Samsung Galaxy M32 viene en los colores negro y azul claro. Las dimensiones del teléfono son 159,3 × 74 × 9,3 mm en la variante india y 159,3 × 74 × 8,4 mm en las otras variantes. El peso del teléfono es de 196 gramos en la variante india y de 180 gramos en las otras variantes.

### Hardware
El Samsung Galaxy M32 tiene una pantalla Super AMOLED de 6,4 pulgadas con una frecuencia de actualización de 90 Hz, una resolución de 1080×2400 píxeles, una relación de aspecto de 20:9 y una densidad de píxeles de ~411 ppp. Es alimentado por el sistema en un chip MediaTek Helio G80 con un octa-core (2x2.0 GHz ARM Cortex-A75 y 6x1.8 GHz ARM Cortex-A55) CPU y una GPU ARM Mali-G52 MC2. Viene con 4 GB, 6 GB, u 8 GB de RAM y 64 GB o 128 GB de almacenamiento interno, que se puede ampliar hasta 1 TB a través de una ranura para tarjetas microSD. Tiene una batería de iones de litio de 60000 mAh en la variante india y una batería de iones de litio de 5000 mAh en las otras variantes. El teléfono admite carga rápida de 25 W, pero viene con un cargador rápido de 15 W.

#### Cámaras
El Samsung Galaxy M32 tiene una configuración de cámara cuádruple con una cámara principal de 64 MP, una cámara ultra ancha de 8 MP, una cámara macro de 2 MP, y un sensor de profundidad de 2 MP. También tiene una cámara frontal de 20 MP. Ambas cámaras pueden grabar video de 1080p a 30 fps.

### Software
En el Samsung Galaxy M32 viene preinstalado Android 11 con One UI 3.1. Este teléfono es elegible para la actualización a Android 12.